# Чемпіонат Швеції з футболу 2010: Супереттан
Супереттан 2010 — 11-й сезон у Супереттан, що є другим за рівнем клубним дивізіоном (сформованим у 2000 році) у шведському футболі після Аллсвенскан. 
У чемпіонаті взяли участь 16 клубів. Сезон проходив у два кола, розпочався у квітні й завершився в листопаді 2010 року.
Переможцем змагань став клуб «Сиріанска» (Седертельє). Разом із ним путівки до вищого дивізіону вибороли з другої позиції ІФК Норрчепінг.

## Учасники сезону 2010 року
| Клуб                             | Місце в 2009                      |
| -------------------------------- | --------------------------------- |
| «Ергрюте» ІС (Гетеборг)          | 15-е в Аллсвенскан                |
| «Гаммарбю» ІФ (Стокгольм)        | 16-е в Аллсвенскан                |
| «Ассиріска» ФФ (Седертельє)      | 3-є                               |
| «Сиріанска» ФК (Седертельє)      | 4-е                               |
| ГІФ Сундсвалль                   | 5-е                               |
| Фалькенбергс ФФ                  | 6-е                               |
| Енгельгольм ФФ                   | 7-е                               |
| Ландскруна БоІС                  | 8-е                               |
| Юнгшиле СК                       | 9-е                               |
| «Єнчепінг Седра» ІФ (Єнчепінг)   | 10-е                              |
| ІФК Норрчепінг                   | 11-е                              |
| «Весбю Юнайтед» (Уппландс-Весбю) | 12-е                              |
| ФК Тролльгеттан                  | 13-е                              |
| Дегерфорс ІФ                     | 1-е в Дивізіоні 1, Північна група |
| «Естерс» ІФ (Векше)              | 1-е в Дивізіоні 1, Південна група |
| ІК «Браге» (Бурленге)            | 2-е в Дивізіоні 1, Північна група |

## Турнірна таблиця
| Поз | Команда                              | І  | В  | Н  | П  | ГЗ | ГП | РГ  | О  | Підвищення або пониження  |
| --- | ------------------------------------ | -- | -- | -- | -- | -- | -- | --- | -- | ------------------------- |
| 1   | «Сиріанска» (Седертельє) (C, P)      | 30 | 16 | 8  | 6  | 46 | 27 | +19 | 56 | Підвищилися в Аллсвенскан |
| 2   | ІФК Норрчепінг (P)                   | 30 | 17 | 5  | 8  | 51 | 33 | +18 | 56 | Підвищилися в Аллсвенскан |
| 3   | ГІФ Сундсвалль                       | 30 | 13 | 12 | 5  | 56 | 39 | +17 | 51 | Плей-оф на підвищення     |
| 4   | «Ассиріска» (Седертельє)             | 30 | 13 | 7  | 10 | 48 | 42 | +6  | 46 |                           |
| 5   | Ландскруна БоІС                      | 30 | 13 | 6  | 11 | 40 | 39 | +1  | 45 |                           |
| 6   | Юнгшиле СК                           | 30 | 11 | 11 | 8  | 47 | 35 | +12 | 44 |                           |
| 7   | Фалькенбергс ФФ                      | 30 | 11 | 11 | 8  | 46 | 34 | +12 | 44 |                           |
| 8   | «Гаммарбю» (Стокгольм)               | 30 | 12 | 7  | 11 | 45 | 40 | +5  | 43 |                           |
| 9   | «Ергрюте» (Гетеборг) (R)             | 30 | 9  | 15 | 6  | 43 | 35 | +8  | 42 | Вибули в Дивізіон 1       |
| 10  | Дегерфорс ІФ                         | 30 | 12 | 6  | 12 | 43 | 45 | −2  | 42 |                           |
| 11  | «Браге» (Бурленге)                   | 30 | 11 | 8  | 11 | 36 | 38 | −2  | 41 |                           |
| 12  | Енгельгольм ФФ                       | 30 | 9  | 10 | 11 | 39 | 39 | 0   | 37 |                           |
| 13  | «Єнчепінг Седра» (Єнчепінг) (O)      | 30 | 9  | 9  | 12 | 40 | 47 | −7  | 36 | Плей-оф на вибування      |
| 14  | «Естерс» (Векше) (O)                 | 30 | 8  | 5  | 17 | 30 | 54 | −24 | 29 | Плей-оф на вибування      |
| 15  | ФК Тролльгеттан (R)                  | 30 | 5  | 8  | 17 | 32 | 66 | −34 | 23 | Вибули в Дивізіон 1       |
| 16  | «Весбю Юнайтед» (Уппландс-Весбю) (R) | 30 | 4  | 6  | 20 | 31 | 60 | −29 | 18 | Вибули в Дивізіон 1       |

1. ↑  «Ергрюте» не отримав ліцензії і вибув із Супереттан.

## Плей-оф на підвищення
Команди, які зайняли в сезоні 2010 року 14-е місце в Аллсвенскан і 3-є в Супереттан, виборювали право виступити в найвищому дивізіоні:
| Команда 1         | Рахунок | Команда 2        |
| ----------------- | ------- | ---------------- |
| 10 листопада 2010 |         |                  |
| ГІФ Сундсвалль    | 0-1     | «Єфле» ІФ (Євле) |
| 14 листопада 2010 |         |                  |
| «Єфле» ІФ (Євле)  | 2-0     | ГІФ Сундсвалль   |

Клуб «Єфле» ІФ (Євле) зберіг право виступати в Аллсвенскан у сезоні 2011 року.
Із Супереттан підвищились у класі клуби ІФК Норрчепінг і «Сиріанска» ФК (Седертельє).

## Плей-оф на вибування
| Команда 1                      | Рахунок | Команда 2                      |
| ------------------------------ | ------- | ------------------------------ |
| 31 жовтня 2010                 |         |                                |
| «Квідінг» ФІФ (Гетеборг)       | 0-2     | «Естерс» ІФ (Векше)            |
| ІК «Сіріус» (Уппсала)          | 0-1     | «Єнчепінг Седра» ІФ (Єнчепінг) |
| 6 листопада 2010               |         |                                |
| «Естерс» ІФ (Векше)            | 2-1     | «Квідінг» ФІФ (Гетеборг)       |
| 7 листопада 2010               |         |                                |
| «Єнчепінг Седра» ІФ (Єнчепінг) | 3-0     | ІК «Сіріус» (Уппсала)          |

Клуби «Єнчепінг Седра» ІФ (Єнчепінг) та «Естерс» ІФ (Векше)у завоювали право виступати в Супереттан у сезоні 2011 року.

## Найкращі бомбардири сезону
| Гравець           | Клуб                     | Голи |
| ----------------- | ------------------------ | ---- |
| Лінус Гелленіус   | «Гаммарбю» (Стокгольм)   | 18   |
| Петер Ієг         | «Сиріанска» (Седертельє) | 17   |
| Петер Самуельссон | Дегерфорс ІФ             | 15   |